# Grijze stipspanner
De grijze stipspanner (Idaea aversata) is een nachtvlinder uit de familie Geometridae (spanners).
De vlinder heeft een spanwijdte van 30 tot 35 millimeter.
De vliegtijd is van juni tot in augustus. De vlinder komt veel voor in de zuidelijke en minder vaak in de noordelijke landen van Europa.
Waardplanten zijn onder andere zuring, paardenbloem, gewoon varkensgras en walstrosoorten.

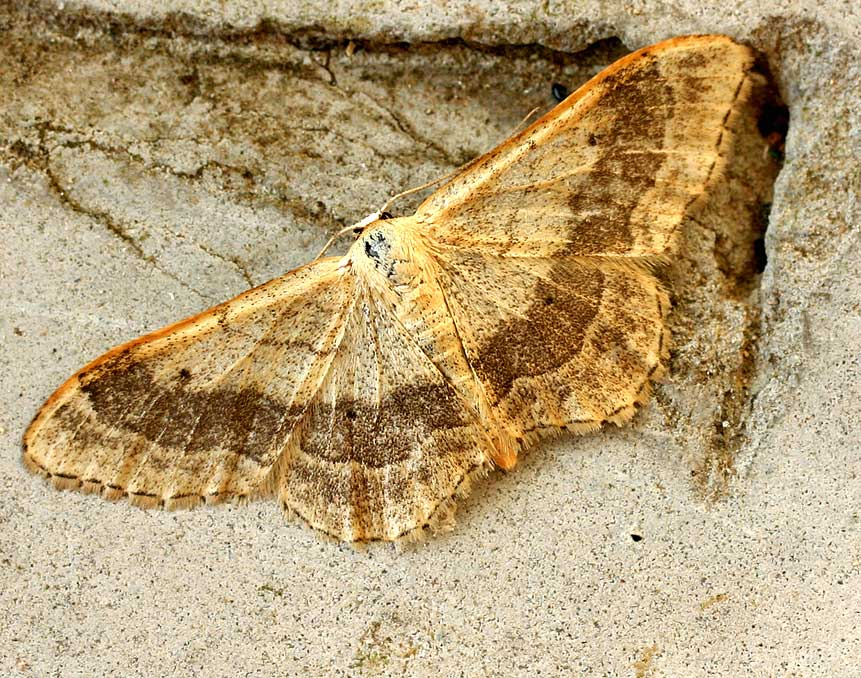